# إريك راماناثان
إريك دوغلاس راماناثان (بالإنجليزية: Erik Douglas Ramanathan) محامٍ وفاعل خير وجامع تبرعات سياسي أمريكي يعمل كسفير للولايات المتحدة لدى السويد في عهد الرئيس جو بايدن. راماناثان مثلي الجنس علنا وهو متزوج من زوجه رانيش راماناثان. وقد تبنى الاسم الأخير لشريكه بعد زواجه منه. ولدى الزوجين المثليين المقيمين في بوسطن ابن كريستوفر يدعى ولد عام 2005 من تأجير الأرحام.

## التعليم
حصل راماناثان على بكالوريوس الآداب في العلوم السلوكية والبيولوجيا من جامعة جونز هوبكنز في عام 1991 دكتوراه في القانون من كلية هارفارد للحقوق في عام 1996. كان قائداً بين نشطاء مجتمع المثليين في جامعة جونز هوبكنز.

## المسار المهني
عمل راماناثان من عام 1996 إلى عام 2000 كمحام في شركة بروسكاور روز في مدينة نيويورك. وكان من عام 2000 إلى عام 2006 نائب الرئيس الأول والمستشار العام والمدير التنفيذي لشركة «أنظمة أمكلون» والتي استحوذت عليها شركة إيلي ليلي وشركاءه لاحقًا. وكان رئيس مجلس إدارة لمنظمة مساواة الهجرة من 2001 إلى 2010. كما كان أحد أمناء حملة باراك أوباما الرئاسية 2012. كان راماناثان من عام 2009 إلى عام 2012 المدير التنفيذي لمركز كلية الحقوق بجامعة هارفارد في المهنة القانونية وزميلًا أولا من 2013 إلى 2015. وكان رئيسًا مشاركًا لمجلس الوزراء المالي لحملتي إعادة انتخاب عضو مجلس النواب الأمريكي سيث مولتون لعامي 2016 و 2018. كما كان عضوًا في اللجنة المالية الوطنية لحملة جو بايدن الرئاسية 2020. 

### سفير لدى السويد
أعلن الرئيس الأمريكي جو بايدن في 22 سبتمبر 2021 عزمه على ترشيح راماناثان ليكون سفير الولايات المتحدة القادم لدى السويد. وتم إرسال ترشيحه إلى مجلس الشيوخ الأمريكي في 4 أكتوبر 2021. عُقدت جلسات الاستماع بشأن ترشيحه أمام لجنة مجلس الشيوخ الأمريكي للعلاقات الخارجية في 2 نوفمبر 2021. تم الإبلاغ عن قبول ترشيحه في اللجنة في 15 ديسمبر 2021. وتم تأكيد ترشيحه في مجلس الشيوخ عن طريق التصويت الصوتي في 18 ديسمبر 2021. وقدم أوراق اعتماده في ستوكهولم في 20 يناير 2022. ركزت فترة عمله كسفير على الحرب الروسية الأوكرانية وطلب السويد لعضوية حلف شمال الأطلسي.

## الحياة الشخصية
راماناثان مثلي الجنس علنا وهو متزوج من زوجه رانيش راماناثان، وهو شريك في مكتب كيركلاند وإيليس في بوسطن. وتعرفا على بعضهما البعض عندما كانا يدرسان الكيمياء العضوية في الجامعة.
تبنى الاسم الأخير لشريكه بعد زواجه منه. ولدى الزوجين المثليين المقيمين في بوسطن ابن كريستوفر يدعى ولد عام 2005 من تأجير الأرحام، والذي التحق عام 2022 بمدرسة ثانوية في ستوكهولم . 
غالبًا ما زار راماثان السويد قبل أن يصبح سفيراً للولايات المتحدة، مستمتعاً بالحياة الليلية في ستوكهولم في الصيف.